# Piper piluliferum
Piper piluliferum är en pepparväxtart som beskrevs av Carl Sigismund Kunth. Piper piluliferum ingår i släktet Piper och familjen pepparväxter. Inga underarter finns listade i Catalogue of Life.